# Altiatlasius koulchii
Altiatlasius koulchii je potenciálně nejstarším druhem euprimáta, který pochází z pozdně paleocenního Maroka. Je jediným druhem rodu Altiatlasius, jeho systematika s jinými skupinami primátů je kontroverzní.

## Interpretace
Altiatlasius je znám pouze z deseti izolovaných stoliček a fragmentárních částí spodní čelisti. Tyto fosilní pozůstatky jsou datovány do pozdního paleocénu, přibližně před 57 miliony lety, a pocházejí z marocké formace Jbel Guersif. Druh byl poprvé popsán v roce 1990 (Sigé et al.), přičemž autoři popisu jej považovali za zástupce omomyoidních primátů (Omomyoidea), ležícího pravděpodobně blízko vydělení linie vedoucí k vyšším primátům (Anthropoidea). Podle jiných studií byl Altiatlasius klasifikován jako: zástupce plesiadapiformních savců (Plesiadapiformes); kmenový zástupce euprimátů; eosimiidům (Eosimiidae) podobný vyšší primát (eosimiidé jsou považováni za nejčasnější vyšší primáty); raný zástupce nártounů (Tarsiiformes). Godinot (1994) a Bajpai et al. (2008) podporují názor, že se jedná o raného vyššího primáta.
Společně s alžírským rodem Algeripithecus z časného až středního eocénu, který byl považován za nejstarší rod korunové skupiny vyšších primátů, byl objev rodu Altiatlasius považován za důkaz podporující teorii afrického původu vyšších primátů. Po nalezení úplnějšího fosilního materiálu rodu Algeripithecus nicméně vyšlo najevo, že tento rod patří do podřádu primátů Strepsirhini (poloopice), a nikoli mezi haplorhinní primáty, kam se řadí nártouni a vyšší primáti. I na základě této radikální reklasifikace je příbuznost altiatlasia s ostatními skupinami primátů pochybná. Novější objevy, jako je rod Archicebus, naopak svědčí spíše pro asijský původ vyšších primátů.